# Frederator Films
Frederator Films — американская анимационная студия, основанная Фредом Сейбертом как часть студии Frederator 25 июня 2007 года.

## Открытые проекты
- Самурай Джек
- The Neverhood
- Жизнь и приключения робота-подростка